# Quận Hempstead, Arkansas
Quận Hempstead là một quận thuộc tiểu bang Arkansas, Hoa Kỳ.
Quận này được đặt tên theo. Theo điều tra dân số của Cục điều tra dân số Hoa Kỳ năm 2000, quận có dân số 23.587 người. Quận lỵ đóng ở Hope.6 Quận được lập ngày 15/12/1818 cùng với các quận Clark, Pulaski. Đây là quận thứ tư của tiểu bang. Đây là một quận cấm rượu hay quận khô. Quận Hempstead thuộc khu vực thống kê tiểu đô thị Hope.

## Địa lý
Theo Cục điều tra dân số Hoa Kỳ, quận có diện tích km2, trong đó có 1920 km2 là diện tích mặt nước.